# Lissodelphis
Lissodelphis — рід ссавців родини дельфінових, що налічує 2 види. Надають перевагу холодним водам Атлантичного і Тихого океанів, хоча й зустрічаються в тропіках. Один вид живе у північній, один в південній півкулі.

## Етимологія
грец. λισσός — «гладенький»; грец. δελφίν — «дельфін». Назва роду описує конкретну характеристику, а саме відсутність спинного плавника.

## Морфологія
Впізнавані через відсутність спинного плавника. Обидва види мають тонкі тіла, невеликі, загострені плавники і невеликі хвости. Забарвлення чорне. Обидва мають білі животи, проте, площа білого забарвлення у південного виду охоплює набагато більше тіла — у тому числі боки, ласти, дзьоб. У L. borealis самці сягають довжини 220 см, самиці 200 см. У L. peronii самці сягають довжини 250 см, а ваги 100 кг, а L. borealis 80-90 кг.

## Поведінка
Живуть у великих групах, від кількох сотень аж до 3000 особин. Обидвох видів, часто бачать у безпосередній близькості від інших дельфінових. Можуть бути як дуже активними так і дуже тихими. Зазвичай уникають човна, але іноді пливуть уздовж по хвилях. Обидва види належать до найбільш швидких плавців. Вони досягають швидкості 40 км/год і можуть стрибати на близько 7 метрів у довжину.

## Життєвий цикл
Живуть близько 40 років.